# Zapardiel de la Ribera (kommunhuvudort)
Zapardiel de la Ribera är en kommunhuvudort i Spanien.   Den ligger i provinsen Provincia de Ávila och regionen Kastilien och Leon, i den centrala delen av landet, 140 km väster om huvudstaden Madrid. Zapardiel de la Ribera ligger 1 356 meter över havet och antalet invånare är 123.
Terrängen runt Zapardiel de la Ribera är kuperad österut, men västerut är den bergig. Runt Zapardiel de la Ribera är det mycket glesbefolkat, med 3 invånare per kvadratkilometer. Närmaste större samhälle är El Barco de Ávila, 16,5 km väster om Zapardiel de la Ribera. 